# Slavkovský zámecký park a aleje
Slavkovský zámecký park a aleje este o arie protejată (arie specială de conservare — SAC, sit de importanță comunitară — SCI) din Republica Cehă întinsă pe o suprafață de 21,26 ha, integral pe uscat.

## Localizare
Centrul sitului Slavkovský zámecký park a aleje este situat la coordonatele 49°09′10″N 16°51′53″E / 49.152778°N 16.864722°E.

## Înființare
Situl Slavkovský zámecký park a aleje a fost declarat sit de importanță comunitară în aprilie 2005 pentru a proteja 1 specie de animale. Situl a fost protejat și ca arie specială de conservare în iunie 2016.

## Biodiversitate
Situată în ecoregiunea panonică, aria protejată nu include niciun habitat protejat.
La baza desemnării sitului se află o specie protejată de  nevertebrate: Osmoderma eremita.